# 白雲鳳爪
白雲鳳爪是廣東、香港和澳門地區常見的冷盤點心。

## 作法
雞爪先剪去甲尖，將白醋半湯匙加入滾水裏，倒入雞爪煲約十二分鐘，取出用凍水洗乾淨。浸在凍水中約兩小時，雞爪放入由白醋、姜、蔥和蒜做成的上湯內，浸約十小時便成。

## 健康問題
廣州市海珠區工商部門2006年7月21日破獲一家加工熟食的地下作坊，該工場每天用工業雙氧水和疑似潲水油加工鳳爪等熟食，賣給市內多家酒樓食肆。工業雙氧水內含有不能食用的添加劑，含重金屬，食用後毒素會在人體內累積，影響腎、神經及其他造血器官的運作。